# Pantan
Pantan este o arie protejată (sit de importanță comunitară — SCI) din Croația întinsă pe o suprafață de 48,2 ha, integral pe uscat.

## Localizare
Centrul sitului Pantan este situat la coordonatele 43°31′35″N 16°16′31″E / 43.526262°N 16.275344°E.

## Înființare
Situl Pantan a fost declarat sit de importanță comunitară în iulie 2013 pentru a proteja 2 specii de animale.

## Biodiversitate
Situată în ecoregiunile marină mediteraneană și mediteraneană, aria protejată conține 3 habitate naturale: Lagune de coastă, Tufărișuri halofile mediteraneene și termo-atlantice (Sarcocornetea fruticosi), Pășuni mediteraneene udate de apa mării (Juncetalia maritimi).
La baza desemnării sitului se află mai multe specii protejate de  pești (2): Aphanius fasciatus, Knipowitschia panizzae
Pe lângă speciile protejate, pe teritoriul sitului au mai fost identificate 8 specii de plante.